# Hörröd
Hörröd är kyrkbyn i Hörröds socken i Kristianstads kommun i Skåne, belägen sydväst om Åhus. 
Här ligger Hörröds kyrka.